# Сапроліт

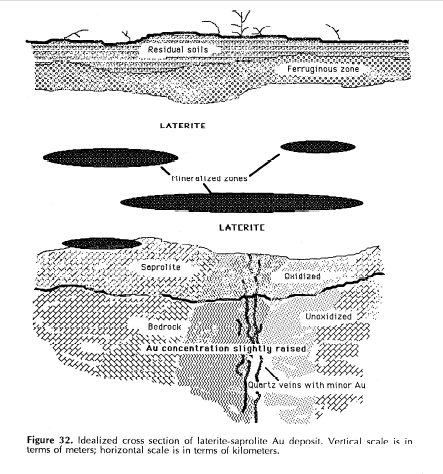
Локалізація сапроліту.

Сапроліт (від грец. σαπρος — гнилий) — кристалічна гірська порода, сильно розкладена природним  хімічним вивітрюванням. 

## Загальний опис
Зазвичай м'яка гірська порода, що перебуває на місці первинного залягання реліктових порід, зберігає їх структуру і текстуру. Крім недоторканих, розкладанням реліктових мінералів, переважно містить кварц і високий відсоток каолініту та інших глиноутворюючих мінералів. Подальше вивітрювання сапроліту призводить до утворення латеритних грунтів.
Сапроліт є хімічно вивітрілою гірською породою. Сапроліти формуються в нижніх зонах ґрунтового профілю і є глибоким вивітрюванням поверхні корінних порід. У більшості оголень його колір обумовлений сполуками заліза. Глибоко вивітрілі профілі поширені на континентальних масивах суші між 35 ° північної і 35 ° південної широти.
Умовами формування глибоко вивітрілих реголітів є, по-перше, досить плоский топографічний рельєф, що перешкоджає ерозії та допускає вилуговування продуктів хімічного вивітрювання. Друга умова — тривалі періоди тектонічної стабільності; тектонічна активність та зміна клімату можуть спричинити ерозію. Третя умова — вологий тропічний чи помірний клімат.
Погано вивітрені водоносні горизонти із сапролітового піску здатні давати підземні води, що часто підходять для худоби. Глибоке вивітрювання викликає утворення багатьох вторинних та гіпергенних руд — бокситів, залізних руд, сапролітного золота, гіпергенної міді, урану та важких мінералів у залишкових скупченнях.

## Інтернет-ресурси
- Vogelsberg Basalte. S. 57. (abgerufen am 13. September 2019)
- Hangsedimente und Saprolithe als grundlegende Bestandteile der Critical Zone – Beispiele aus dem Bayerischen Wald und der Colorado Front Range (abgerufen am 13. September 2019)
- BODENZUSTANDSBERICHT RHEINLAND-PFALZ (abgerufen am 13. September 2019)
- Geomorphologische Untersuchungen im Land der tausend Hügel (abgerufen am 13. September 2019)